# 607
| Calendário gregoriano                                                        | 607 DCVII                       |
| Ab urbe condita                                                              | 1360                            |
| Calendário arménio                                                           | 55 – 56                         |
| Calendário bahá'í                                                            | -1237 – -1236                   |
| Calendário budista                                                           | 1151                            |
| Calendário chinês                                                            | 3303 – 3304                     |
| Calendário copta                                                             | 323 – 324                       |
| Calendário etíope                                                            | 599 – 600                       |
| Calendários hindus - Vikram Samvat - Calendário nacional indiano - Cáli Iuga | 662 – 663 528 – 529 3707 – 3708 |
| Calendário Holoceno                                                          | 10607                           |
| Calendário islâmico                                                          | 15 BH – 14 BH                   |
| Calendário judaico                                                           | 4367 – 4368                     |
| Calendário persa                                                             | 15 BP – 14 BP                   |
| Calendário rúnico                                                            | 857                             |
| Calendário solar tailandês                                                   | 1150                            |

607 (DCVII na numeração romana) foi um ano comum do século VII, do Calendário Juliano, da Era de Cristo a sua letra dominical foi A (52 semanas), teve início a um domingo e terminou também a um domingo.
| ano completo                    |
| ------------------------------- |
| Ano comum com início ao domingo |

## Eventos
- 19 de fevereiro — É eleito o Papa Bonifácio III

## Mortes
- 12 de novembro — Papa Bonifácio III